# Elecciones de Diputados en la tercera circunscripción de México en 2024
Las elecciones a la Cámara de Diputados de México de 2024 son parte de las elecciones que se celebraron en México el 2 de junio de 2024 en las que se renovaron todos los cargos federales de elección popular: presidencia de la República, senadurías y diputaciones federales; así como diversos cargos de carácter local: gubernaturas, congresos locales y presidencias municipales o alcaldías.
En este proceso se elegirán las 500 diputaciones federales de la cámara baja del Congreso de la Unión, a iniciar su mandato el 1 de agosto de 2024; 
- Elegidos en los 300 distritos federales, por mayoría simple y
- Nombrados por los partidos mediante el principio de representación proporcional a partir de las listas (plurinominales o "pluris") de cada partido, 40 en cada una de las cinco circunscripciones para un total de 200.

Todos los puestos son elegidos para un periodo de tres años con posibilidad de reelección por hasta tres periodos consecutivos adicionales. Ningún partido podrá tener más de 300 diputaciones en la cámara baja. El INE declaró formalmente iniciado el proceso el 7 de septiembre de 2023.
El INE ha implementado iniciativas inéditas, tales como permitir el sufragio a personas en prisión preventiva, habilitar el voto anticipado y expandir el voto de ciudadanos mexicanos residentes en el extranjero a través de tres diferentes modalidades.
|  |  |  |  |  |  |  |  |  |  |  |

(25 248 399 hab. 60 distritos)
- Campeche 2 distritos
- Chiapas 13 distritos
- Oaxaca 10 distritos
- Quintana Roo 4 distritos
- Tabasco 6 distritos
- Veracruz 19 distritos
- Yucatán 5 distritos

## Resultados generales de la tercera circunscripción
|  | 0 % |

|  | 0 % |

|  | 0 % |

|  | 0 % |

|  | 0 % |

|  | 0 % |

|  | 0 % |

|  | 0 % |

|  | 0 % |

## Campeche
| Distrito | Diputado               | Partido | Distrito | Diputado                | Partido |
| -------- | ---------------------- | ------- | -------- | ----------------------- | ------- |
| 1        | Elda Castillo Quintana |         | 2        | Gabriela Basto González |         |

## Chiapas
| Distrito | Diputado                            | Partido |  |
| -------- | ----------------------------------- | ------- |  |
| 1        | Carlos Morelos Rodríguez            |         |  |
| 2        | Karina del Río Zenteno              |         |  |
| 3        | Alfredo Vázquez Vázquez             |         |  |
| 4        | Joaquín Zebadúa Alva                |         |  |
| 5        | Emilio Ramón Ramírez Guzmán         |         |  |
| 6        | Flor Esponda Torres                 |         |  |
| 7        | Azucena Arreola Trinidad            |         |  |
| 8        | Roberto Albores Gleason             |         |  |
| 9        | Guillermo Santiago Rodríguez        |         |  |
| 10       | Deliamaría González Flandez         |         |  |
| 11       | Rosario del Carmen Moreno Villatoro |         |  |
| 12       | Rosa Irene Urbina Castañeda         |         |  |
| 13       | Jorge Villatoro Osorio              |         |  |

## Oaxaca
| Distrito | Diputado                     | Partido |
| -------- | ---------------------------- | ------- |
| 1        | Miriam Vázquez Ruiz          |         |
| 2        | Irma Juan Carlos             |         |
| 3        | Margarita García García      |         |
| 4        | Naty Jiménez Vásquez         |         |
| 5        | Carol Antonio Altamirano     |         |
| 6        | José Alejandro López Sánchez |         |
| 7        | Gloria Sánchez López         |         |
| 8        | Raúl Bolaños Cacho Cué       |         |
| 9        | Carmen Bautista Peláez       |         |
| 10       | Carmelo Cruz Mendoza         |         |

## Quintana Roo
| Distrito | Nombre                       | Partido |
| -------- | ---------------------------- | ------- |
| 1        | Juan Luis Carrillo Soberanis |         |
| 2        | Elda María Xix Euán          |         |
| 3        | Luis Humberto Aldana Navarro |         |
| 4        | Mildred Ávila Vera           |         |

## Tabasco[2]
| Distrito | Nombre                            | Partido |  |
| -------- | --------------------------------- | ------- |  |
| 1        | Julio Ernesto Gutiérrez Bocanegra |         |  |
| 2        | Iván Peña Vidal                   |         |  |
| 3        | Rosa Margarita Graniel Zenteno    |         |  |
| 4        | Jaime Humberto Lastra Bastar      |         |  |
| 5        | Beatriz Millánd Pérez             |         |  |
| 6        | Tey Mollinedo Cano                |         |  |

## Veracruz[3]
| Distrito | Nombre                             | Partido |  |
| -------- | ---------------------------------- | ------- |  |
| 1        | María del Carmen Pinete Vargas     |         |  |
| 2        | Elizabeth Cervantes de la Cruz     |         |  |
| 3        | Magaly Armenta Oliveros            |         |  |
| 4        | María Josefina Gamboa Torales      |         |  |
| 5        | Francisco Javier Velázquez Vallejo |         |  |
| 6        | Jaime Humberto Pérez Bernabé       |         |  |
| 7        | Mónica Herrera Villavicencio       |         |  |
| 8        | Jorge Alberto Mier Acolt           |         |  |
| 9        | Adrían González Naveda             |         |  |
| 10       | Ana Miriam Ferraez Centeno         |         |  |
| 11       | Roberto Ramos Alor                 |         |  |
| 12       | Rosa Hernández Espejo              |         |  |
| 13       | Blanca Estela Hernández Rodríguez  |         |  |
| 14       | Jessica Ramírez Cisneros           |         |  |
| 15       | Corina Villegas Guarneros          |         |  |
| 16       | Zenyazen Escobar García            |         |  |
| 17       | Margarita Corro Mendoza            |         |  |
| 18       | Benito Aguas Atlahua               |         |  |
| 19       | Paola Tenorio Adame                |         |  |

## Yucatán
| Distrito | Nombre                   | Partido |
| -------- | ------------------------ | ------- |
| 1        | Rocío Natali Barrera Puc |         |
| 2        | Jorge Luis Sánchez Reyes |         |
| 3        | Óscar Brito Zapata       |         |
| 4        | Isabel Rodríguez Heredia |         |
| 5        | Jazmín Villanueva Moo    |         |
| 6        | Jessica Saiden Quiroz    |         |

→Cámara de Diputados
|mostrar_nombres=no}}

## Diputaciones plurinominales
Según el acuerdo que se circuló a los partidos políticos votado por el Consejo del INE, las curules plurinominales en la 3a circunscripción (dónde está Campeche) por partido son;
- Morena 17
- Verde 5
- PT 4,
- PAN 6
- PRI 4

y 
- Movimiento Ciudadano 4.[4]

| #  | Nombre                                       | Partido | #  | Nombre                                          | Partido |
| -- | -------------------------------------------- | ------- | -- | ----------------------------------------------- | ------- |
| 1  | Rosa María Castro Salinas (Oaxaca)           |         | 21 | Martha Aracely Cruz Jiménez                     | PT      |
| 2  | Kenia Gisell Muñiz Cabrera (Veracruz)        | Morena  | 22 | Julio Javier Scherer Pareyon (Ciudad de México) |         |
| 3  | Patricia Armendáriz (Chiapas)                | Morena  | 23 | Karima Alejandra Trujillo Trujillo (Oaxaca)     | PVE     |
| 4  | Luis Arturo Oliver Cien (exmilitar)          | Morena  | 24 | Javier Herrera Borunda (Veracruz)               | PVE     |
| 5  | Zayra Linette Fernández Sarabia (Yucatán)    | Morena  | 25 | Santy Montemayor Castillo (Quintana Roo)        | PVE     |
| 6  | Humberto Coss y León Zúñiga (Veracruz)       | Morena  | 26 | Alejandro Avilés Álvarez (Oaxaca)               | PVE     |
| 7  | Herminia López Santiago (Oaxaca)             | Morena  | 27 | Julen Rementería del Puerto (Veracruz)          |         |
| 8  | Aniceto Polanco Morales                      | Morena  | 28 | Claudia Quiñones Garrido (Veracruz)             | PAN     |
| 9  | Sonia Rincón Chanona (Chiapas)               | Morena  | 29 | Elías Lixa Abimerhi (Mérida)                    | PAN     |
| 10 | Aciel Sibaja Mendoza (Oaxaca)                | Morena  | 30 | Abril Ferreyro Rosado (Mérida)                  | PAN     |
| 11 | Rocío Abreu Artiñano (Campeche)              | Morena  | 31 | Ernesto Sánchez Rodriguez (Ciudad de México)    | PAN     |
| 12 | Venustiano Caamal Cocom (Yucatán)            | Morena  | 32 | María del Rosario Guzmán Avilés (Veracruz)      | PAN     |
| 13 | Karen Yaiti Calceneo Constantico (Chiapas)   | Morena  | 33 | Lorena Piñón Rivera (Veracruz)                  |         |
| 14 | Juan Carlos Natale López (Veracruz)          | Morena  | 34 | Christian Mishael Castro Bello (Campeche)       | PRI     |
| 15 | Luz María Rodríguez Pérez (Ciudad de México) | Morena  | 35 | Ariana del Rocío Rejón Lara (Campeche)          | PRI     |
| 16 | Eleazar Guerrero Pérez (Veracruz)            | Morena  | 36 | Emilio Lara Calderón (Campeche)                 | PRI     |
| 17 | Bertha Osorio Ferral (Veracruz)              | Morena  | 37 | Sergio Gil Rullán (Veracruz)                    |         |
| 18 | Francisco Amadeo Espinosa Ramos (Chiapas)    |         | 38 | Ivonne Aracelly Ortega Pacheco (Yucatán)        | MC      |
| 19 | Maribel Martínez Ruiz (Oaxaca)               | PT      | 39 | Francisco Javier Farias Bailón (Yucatán)        | MC      |
| 20 | Pedro Vázquez González (Ciudad de México)    | PT      | 40 | María de Fátima García León (Oaxaca)            | MC      |